# Station Varde Kaserne
Station Varde Kaserne is een spoorweghalte in het Deense Varde. De halte ligt aan de lijn Esbjerg - Struer direct ten zuiden van het station Varde. Treinen stoppen er alleen op verzoek. De meeste reizigers zijn soldaten van de kazerne die direct naast de halte is gelegen.

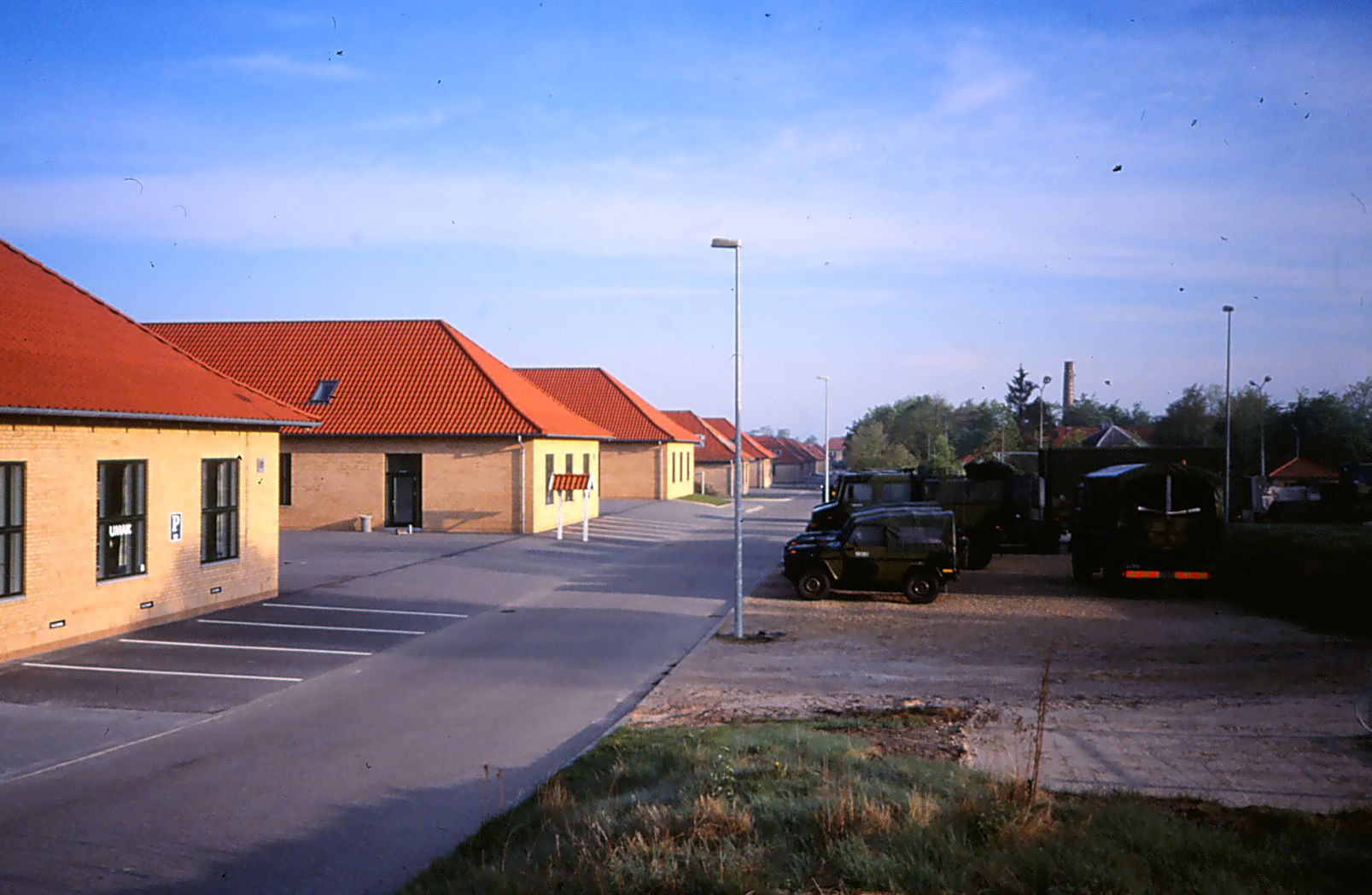
De kazerne